# Liste der National Historic Landmarks in Tennessee
Diese vollständige Liste der National Historic Landmarks in Tennessee führt alle Objekte und Stätten im US-amerikanischen Bundesstaat Tennessee auf, die in diesem Bundesstaat als National Historic Landmark (NHL) eingestuft sind und unter der Aufsicht des National Park Service stehen. Diese Bauwerke, Distrikte, Objekte und andere Stätten entsprechen bestimmten Kriterien hinsichtlich ihrer nationalen Bedeutung. Diese Liste führt die Objekte nach den amtlichen Bezeichnungen im National Register of Historic Places.

## Unterscheidung zum National Register of Historic Places
Alle NHLs werden automatisch in das NRHP aufgenommen, eine Liste historischer Bauten, die der National Park Service deklaratorisch als Denkmal anerkennt. Der wesentliche Unterschied zwischen einer NHL und einem allgemeinen NRHP-Eintrag liegt in der landesweiten Bedeutung, die NHLs haben, während die meisten anderen Einträge nur von örtlichem oder bundesstaatlichem Interesse sind.

## Legende
| NHL  | National Historic Landmark          |
| NHLD | National Historic Landmark District |

## Derzeitige NHLs in Tennessee
|    | Name der Stätte                                                | Bild | Jahr | Ort                                                     | County                                      | Beschreibung |
| -- | -------------------------------------------------------------- | ---- | ---- | ------------------------------------------------------- | ------------------------------------------- | --- |
| 1  | Beale Street                                                   |      | 1966 | Memphis 35° 8′ 22″ N, 90° 3′ 7″ W                       | Shelby County                               | Die knapp drei Kilometer lange Straße gilt als die "Heimat des Blues". Die Straße ist heute ein lebendiger Distrikt mit vielen Bars und Theatern. |
| 2  | William Blount Mansion                                         |      | 1935 | Knoxville 35° 57′ 40″ N, 83° 54′ 54,7″ W                | Knox County                                 | Von 1749 bis 1800 Wohnhaus von William Blount, dem Gouverneur des Südwest-Territoriums, aus dem der Bundesstaat Tennessee hervorging. |
| 3  | Chucalissa Site                                                |      | 1994 | Memphis 35° 3′ 45″ N, 90° 7′ 44″ W                      | Shelby County                               | Archäologische Stätte aus der Zeit der Mississippi-Kultur |
| 4  | Delta Queen (Raddampfer)                                       |      | 1989 | Chattanooga 35° 3′ 35,6″ N, 85° 18′ 31″ W               | Hamilton County                             | 1927 gebautes Flussdampfschiff |
| 5  | Fort Loudoun                                                   |      | 1965 | Vonore 35° 35′ 45″ N, 84° 12′ 13″ W                     | Monroe County                               | 1756 während des Franzosen- und Indianerkrieges errichtetes britisches Fort am Ufer des Tennessee River |
| 6  | Fort Pillow                                                    |      | 1974 | Fort Pillow 35° 38′ 10″ N, 89° 50′ 32″ W                | Lauderdale County                           | Nach der für die Konföderierten siegreichen Schlacht von Fort Pillow im Jahr 1864 wurden 229 gefangen genommene schwarze Unionssoldaten massakriert. "Remember Fort Pillow" wurde für den Rest des Bürgerkrieges zum Schlachtruf schwarzer Unionstruppen. |
| 7  | Franklin Battlefield                                           |      | 1960 | Franklin 35° 54′ 13″ N, 86° 51′ 58″ W                   | Williamson County                           | Ort der Schlacht von Franklin am 30. November 1864, bei der die Konföderierten siegreich waren, aber große Verluste erlitten |
| 8  | George Peabody College for Teachers                            |      | 1965 | Nashville 36° 8′ 30″ N, 86° 47′ 55″ W                   | Davidson County                             | 1875 gegründetes College, heute Teil der Vanderbilt University in Nashville |
| 9  | Graceland                                                      |      | 2006 | Memphis 35° 2′ 46″ N, 90° 1′ 23″ W                      | Shelby County                               | Von 1957 bis zu seinem Tode 1977 Wohnsitz von Elvis Presley; das Grab des Sängers befindet sich auf dem Gelände des Anwesens |
| 10 | The Hermitage                                                  |      | 1960 | Nashville 36° 12′ 53,9″ N, 86° 36′ 46,7″ W              | Davidson County                             | Die Plantage war von 1804 bis zu seinem Tode im Jahr 1845 Wohnsitz des siebenten US-Präsidenten Andrew Jackson, der von 1829 bis 1837 amtierte. |
| 11 | Hiram Masonic Lodge No. 7                                      |      | 1973 | Franklin 35° 55′ 32″ N, 86° 52′ 13,5″ W                 | Williamson County                           | Ältestes ununterbrochen in Gebrauch befindliches Freimaurer-Logenhaus; 1830 Ort der Vertragsschließung der US-Regierung mit den Chickasaw (Treaty of Franklin); der durch den Indian Removal Act zustande kam und zur "Umsiedlung" des Stammes in das Indianerterritorium führte. (Pfad der Tränen)                                                                  |
| 12 | Jubilee Hall, Fisk University                                  |      | 1974 | Nashville 36° 10′ 8″ N, 86° 48′ 17″ W                   | Davidson County                             | Die Fisk University wurde nach dem Ende des Bürgerkrieges im Jahr 1865 für Schwarze gegründet. Das 1876 im viktorianischen Stil fertiggestellte Gebäude der Jubilee Hall ist heute das älteste Gebäude auf dem Campus. |
| 13 | Long Island of the Holston                                     |      | 1960 | Kingsport 36° 31′ 49″ N, 82° 33′ 39″ W                  | Sullivan County                             | Insel im Holston River, die bei den Cherokee als heiliger Boden galt. Daniel Boone begann von hier aus, den Abschnitt der Wilderness Road zum Cumberland Gap anzulegen. Durch spätere starke Industrialisierung und den damit einhergehenden Verlust des historischen Charakters empfahlen die Mitarbeiter des NPS in den 1990er Jahren die Aufhebung des NHL-Status |
| 14 | Moccasin Bend Archeological District                           |      | 1986 | Chattanooga Lage nicht veröffentlicht                   | Hamilton County                             | Archäologische Fundstätte |
| 15 | Montgomery Bell Tunnel                                         |      | 1994 | White Bluff 36° 8′ 48,6″ N, 87° 7′ 19,4″ W              | Cheatham County                             | Ältester bekannter Tunnel in den Vereinigten Staaten; 1818–1819 im Auftrag des Unternehmers Montgomery Bell errichteter Wassertunnel |
| 16 | Mountain Branch, National Home For Disabled Volunteer Soldiers |      | 2011 | Johnson City 36° 18′ 38″ N, 82° 22′ 24″ W               | Washington County                           | |
| 17 | Old First Presbyterian Church                                  |      | 1993 | Nashville 36° 9′ 46,8″ N, 86° 46′ 47,3″ W               | Davidson County                             | 1849 fertiggestelltes von dem Architekten William Strickland entworfenes Kirchengebäude |
| 18 | Pinson Mounds                                                  |      | 1964 | Pinson 35° 29′ 52″ N, 88° 40′ 57″ W                     | Madison County                              | Archäologische Fundstätte mit 5000 Jahre alten Besiedlungsspuren; hauptsächliche Funde stammen aus der Woodland-Periode, die der Mississippi-Kultur vorausging. |
| 19 | James K. Polk House                                            |      | 1961 | Columbia 35° 36′ 53,7″ N, 87° 2′ 14,4″ W                | Maury County                                | Früheres Wohnhaus von James K. Polk, der später elfter US-Präsidenten war |
| 20 | Rattle and Snap                                                |      | 1971 | Columbia 35° 33′ 40,1″ N, 87° 9′ 22,6″ W                | Maury County                                | 1845 im Greek Revival-Stil errichtetes Herrenhaus |
| 21 | Rhea County Courthouse                                         |      | 1976 | Dayton 35° 29′ 41,7″ N, 85° 0′ 45,6″ W                  | Rhea County                                 | In dem Gerichtsgebäude fand 1925 der Scopes Trial genannte Prozess statt, bei dem der Lehrer John Thomas Scopes wegen seines Eintretens für die Evolutions"theorie" vor Gericht stand. Dieser Prozess erweckte landesweite Aufmerksamkeit und bot unter anderem die Vorlage für mehrere Filme.                                                                       |
| 22 | Ryman Auditorium                                               |      | 2001 | Nashville 36° 9′ 40,6″ N, 86° 46′ 42,6″ W               | Davidson County                             | Die Konzerthalle ist eine der Kultstätten der Country-Musik. Von 1943 bis 1974 beherbergte sie die Grand Ole Opry. |
| 23 | Siege and Battle of Corinth Sites                              |      | 1991 | Pocahontas, TN, Corinth, MS 35° 1′ 51″ N, 88° 47′ 44″ W | Hardeman County, Alcorn County, Mississippi | Areal beiderseits der Grenze zwischen Tennessee und Mississippi, auf dem drei Schlachten im Amerikanischen Bürgerkrieg stattfanden: Erste Schlacht um Corinth (29. April bis zum 30. Mai 1862), Zweite Schlacht um Corinth (3. und 4. Oktober 1862) und das Gefecht an Hatchies Bridge (5. Oktober 1862). Alle endeten mit einem Sieg der Unionstruppen.             |
| 24 | Shiloh Indian Mounds Site                                      |      | 1989 | Hurley 35° 9′ 9″ N, 88° 19′ 23″ W                       | Hardin County                               | Archäologische Fundstätte aus der Zeit der Mississippi-Kultur und der Woodland-Periode |
| 25 | Sun Record Company                                             |      | 2003 | Memphis 35° 8′ 21,3″ N, 90° 2′ 15,6″ W                  | Shelby County                               | Independent-Plattenlabel, das 1952 von dem Hobbymusiker Sam Phillips in Memphis (Tennessee) gegründet wurde. Das Label war trendsetzend für die Entwicklung des Rhythm and Blues sowie der Rockabilly- und Rock-’n’-Roll-Musik. |
| 26 | Sycamore Shoals                                                |      | 1964 | Elizabethton 36° 20′ 33″ N, 82° 15′ 21″ W               | Carter County                               | Der Vertrag von Sycamore Shoals mit den Cherokee wurde hier geschlossen. Die Indianer traten daraufhin 81.000 km² Land ab, das heute überwiegend zum heutigen Bundesstaat Kentucky gehört. |
| 27 | Tennessee State Capitol                                        |      | 1971 | Nashville 36° 9′ 57″ N, 86° 47′ 3″ W                    | Davidson County                             | Von 1845 bis 1859 unter dem Architekten William Strickland errichtetes Gebäude im Greek-Revival-Stil |
| 28 | Wynnewood                                                      |      | 1971 | Castalian Springs 36° 23′ 39″ N, 86° 18′ 59″ W          | Sumner County                               | Erste weiße Siedlung im mittleren Tennessee, von der heute noch sechs Blockhütten erhalten sind. |
| 29 | X-10 Reactor, Oak Ridge National Laboratory                    |      | 1965 | Oak Ridge 35° 55′ 34,8″ N, 84° 18′ 59,3″ W              | Roane County                                | 1943 im Rahmen des Manhattan-Projekts errichteter Versuchsreaktor |
| 30 | Sgt. Alvin C. York State Historic Park                         |      | 1976 | Pall Mall 36° 32′ 32″ N, 84° 57′ 37″ W                  | Fentress County                             | Anwesen, das der Veteran Alvin C. York als Anerkennung für seine Leistungen im Ersten Weltkrieg übereignet bekam |

## Frühere Einträge
|   | Name der Stätte           | Bild | Jahr | Ort                                       | County          | Beschreibung |
| - | ------------------------- | ---- | ---- | ----------------------------------------- | --------------- | --- |
| 1 | Isaac Franklin Plantation |      | 1977 | Gallatin 36° 21′ 55,4″ N, 86° 28′ 41,8″ W | Sumner County   | 1832 errichtetes Anwesen des Sklavenhändlers und Plantagenbesitzers Isaac Franklin; durch die Entwicklung der Nachbarschaft, die die aus einem Golfplatz mitsamt der diesen umgebenden Infrastruktur verlor das Anwesen seinen historisch relevanten Charakter und wurde 2005 aus dem Register gestrichen                                      |
| 2 | Union Station (Nashville) |      | 1975 | Nashville 36° 9′ 25,9″ N, 86° 47′ 5,3″ W  | Davidson County | Der Bahnhof wurde in den 1890er Jahren von der Louisville and Nashville Railroad als Knotenpunkt für den Passagierverkehr errichtet. 2001 stürzte die Bahnhofshalle ein, was 2003 zur Streichung aus dem Register führte. Das Empfangsgebäude dient heute als Hotel und ist unter der Referenznummer 69000178 noch weiterhin im NRHP gelistet. |